# Juan Ginés de Sepúlveda

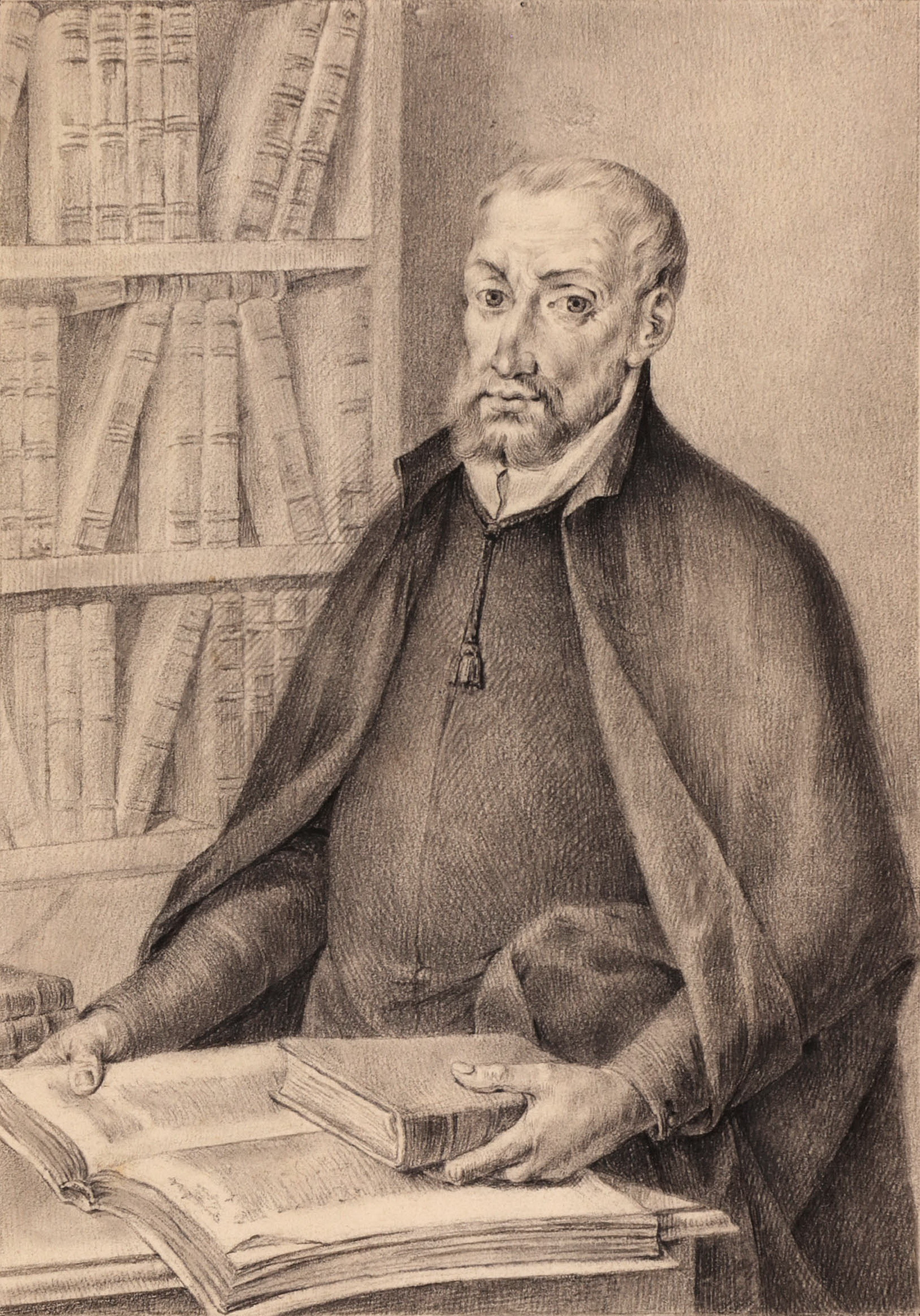
Juan Ginés de Sepúlveda. Dibujo de José Maea, ca. 1796.

Juan Ginés de Sepúlveda (Pozoblanco, Córdoba, 1490-Pozoblanco, 17 de noviembre de 1573) fue un sacerdote católico español conocido por su faceta de filósofo, jurista e historiador, y su oposición a fray Bartolomé de las Casas, durante la Controversia o Junta de Valladolid (1550-1551), defendiendo la guerra contra los indígenas (estaba a favor de la conquista) para de este modo lograr su conversión forzada. Sepúlveda fue defensor del derecho de conquista, de colonización, de la conversión forzada y de la esclavitud virreinal.

«Demócrates: -Hay otras causas de justa guerra menos claras y menos frecuentes, pero no por eso menos justas ni menos fundadas en el derecho natural y divino; y una de ellas es el someter con las armas, si por otro camino no es posible, á aquellos que por condición natural deben obedecer á otros y rehusan su imperio. Los filósofos más grandes declaran que esta guerra es justa por ley de naturaleza.
Leopoldus: -Opinión muy extraordinaria es esa, ¡oh Demócrates! y muy apartada del común sentir de los hombres.
Demócrates: -Sólo pueden admirarse de ella los que no hayan pasado del umbral de la filosofía, y por eso me admiro de que un hombre tan docto como tú tenga por opinión nueva lo que es una doctrina tan antigua entre los filósofos y tan conforme al derecho natural».
De las justas causas de la guerra contra los indios. Juan Ginés de Sepúlveda.

Con un pensamiento aristotélico, algunos autores le han atribuido un belicismo que otros desmienten con lo escrito por él mismo en Democrates Primus o Diálogo sobre la compatibilidad entre la Milicia y la Religión Cristiana:

Por tanto, muy justa debe ser la causa de la guerra, y tal justicia se dará si por la guerra no se busca otra cosa que la paz, que es la mejor conservadora de las ciudades y sociedad humana, para cuya conservación está ordenada toda la política, al menos en las repúblicas sabia y justamente ordenadas.
[...] en verdad, quien desea desarraigar del ánimo de los hombres la idea de la Guerra, cosa muy buena desea y la más saludable del mundo para el género humano; pero, antes de mandar a los buenos y justos varones que fundan [del verbo fundir] sus armas para otros usos necesarios a la vida humana, espere a que se haya desarraigado totalmente de los corazones de los malvados la injusticia y maldad, pues si no suprimes los lobos y demás animales dañinos, no podrás pedir al pastor que renuncie a la ayuda de los perros.

## Biografía
Nació en Pozoblanco, Córdoba, fue conocido en Italia como "Ginés el amputado". Cursó sus primeros estudios en Córdoba y desde 1510 en la reciente Universidad de Alcalá de Henares, donde obtuvo el título de bachiller en Artes y Teología; allí tuvo entre sus maestros al antierasmista Sancho Carranza de Miranda. En 1515 marchó a Bolonia, donde se doctoró en ambas disciplinas. Hizo algunos amigos, como el humanista Luis de Lucena, destacando pronto por su erudición en lenguas clásicas. Fue colegial del famoso Real Colegio de España en Bolonia, creado por Gil de Albornoz, y que aún existe, y escribió por entonces la biografía de su fundador, De vita et rebus gestis Aegidii Albornotii. En su estancia en Bolonia entró en contacto con las corrientes humanistas y obtuvo la protección y amistad de Alberto Pío, príncipe de Carpi, también antierasmista. Conoció además a Julio de Médicis y a Adriano VI.
Su interés por Aristóteles le llevó a traducir su Política (1548), y la defensa del sometimiento de las culturas inferiores que contiene este libro le influiría después a la hora de sostener la legitimidad de la Conquista de América en función de infundir a los indios una cultura superior y cristiana. En este mismo espíritu asistió a las lecciones del famoso Pietro Pomponazzi. Cuando el príncipe se retiró a Francia después del saqueo de Roma en 1527, Ginés se trasladó a Nápoles al lado del cardenal Cayetano (Tomás de Vio), quien le encargó la revisión del texto griego del Nuevo Testamento. Acompañó a Génova al cardenal Francisco de los Ángeles Quiñones, encargado de cumplimentar a Carlos V, y el emperador quedó tan prendado de él que le nombró su cronista. Su papel contrario a las reformas eclesiásticas le llevó a combatir el pensamiento de Erasmo de Róterdam, cuya idea sobre el libre albedrío no compartía, y a refutar a Lutero. Defendió además a Catalina de Aragón, la hija de los Reyes Católicos y esposa española de Enrique VIII, en su obra Antapologia pro Alberto Pio, comite Carpensi, in Erasmum Roterodamum (Roma y París, 1532). En 1535 fue nombrado capellán y cronista por Carlos I. Regresó a España, donde posteriormente fue nombrado preceptor del futuro Felipe II. Antonio Ramírez de Haro, obispo de Segovia, hizo condenar la obra en que se sustentaban sus doctrinas sobre la conversión de infieles por las universidades de Salamanca y Alcalá, y Sepúlveda entonces se retiró de la corte a su pueblo natal de Pozoblanco, dedicándose a escribir las obras históricas que le han dado su gran reputación, y allí falleció.

## Misión de las Indias
Sobre el emperador compuso una crónica de carácter panegírico, De rebus gestae Caroli Quinti. También una historia de la conquista del Nuevo Mundo, De rebus hispanorum gestis ad Novum Orbem Mexicumque, y se convirtió en el defensor oficial de la conquista, colonización y evangelización de la población autóctona de América, justificando el derecho de unos pueblos a someter a otros por su civilización superior o derecho del dominador sobre el dominado para evangelizarlo y elevarlo a su misma altura, debido a que eran pueblos sin civilizar, en contra de la opinión iusnaturalista de Francisco de Vitoria. También escribió una Historia de la guerra de los indios.
Era contrario al espíritu de las "Leyes Nuevas" de 1542, al igual que los encomenderos, que consiguieron su derogación por los virreyes en América, lo que motivó la vuelta a España de Bartolomé de las Casas. Sepúlveda publicó su De justis belli causis apud indios (1550) y Las Casas replicó con sus Treinta proposiciones muy jurídicas, lo que condujo a la celebración de una reunión de teólogos en Valladolid (Junta de Valladolid) entre los meses de agosto y septiembre de 1550 con el objetivo de solucionar la disputa, que recibió el nombre de «polémica de los naturales» o «de los justos títulos». En la reunión participaron Domingo de Soto, Bartolomé Carranza y Melchor Cano, sustituido posteriormente por Pedro de la Gasca. Sepúlveda, partidario de un consuetudinarismo aristotélico defendió sus ideas sobre la justicia de la guerra contra los indios a causa de sus costumbres caníbales y los sacrificios humanos, por su inferioridad cultural y para evitar guerras entre ellos. Además, él creía que las conquistas eran necesarias por el adelantamiento cultural de España, de forma que la civilización equivalía a derecho del dominador sobre el dominado para evangelizarlo y elevarlo a su misma altura; su rival Las Casas propugnaba la igualdad genérica del ser humano al margen de cualquier posición política, y la necesidad de que los españoles abandonaran América, limitándose a enviar predicadores para evangelizar, sin apoyo militar alguno. No hubo resolución final, y cada uno de los contrincantes se consideró vencedor. Sepúlveda no dejó, sin embargo, de señalar lo mucho que marcó a Las Casas su fracaso como encomendero:

Fracasada la empresa que le había traído al Nuevo Mundo y perdida la tropa de campesinos que le dio Carlos siendo joven para, según él decía, hacer grandes cosas, se había hecho fraile. Éste, movido por misericordia hacia los bárbaros y por la religión (o por el deseo de perturbaciones, a las que era muy aficionado, pues era sedicioso por naturaleza), vuelto a España, con su amigo Rodrigo de Andrada informó al Emperador, tomando por testigo a Rodrigo, de las calamidades de los bárbaros, y demostró que muchas islas y aun parte del continente de muy poblados habían quedado reducidos a desiertos por la avaricia y crueldad de los nuestros y que muchos habían sido hechos esclavos contra todo derecho humano y divino, exagerándolo todo y mezclando cosas falsas y verdaderas.
Hechos del Emperador Carlos V, libro XXI

Si por su pensamiento Juan Ginés de Sepúlveda era aristotélico y seguidor de Nicolás Maquiavelo,[cita requerida] por su estilo latino es partidario de la imitación ciceroniana y por lo tanto enemigo de la imitación ecléctica erasmiana. Tradujo, además de la Política de Aristóteles, también otros libros del Estagirita y los Comentarios de Alejandro de Afrodisias a la Metafísica.

Con perfecto derecho los españoles imperan sobre estos bárbaros del Nuevo Mundo e islas adyacentes, los cuales en prudencia, ingenio, virtud y humanidad son tan inferiores a los españoles como niños a los adultos y las mujeres a los varones, o los negros a los blancos, habiendo entre ellos tanta diferencia como la que va de gentes fieras y crueles a gentes clementísimas.

¿Qué cosa pudo suceder a estos bárbaros más conveniente ni más saludable que el quedar sometidos al imperio de aquellos cuya prudencia, virtud y religión los han de convertir de bárbaros, tales que apenas merecían el nombre de seres humanos, en hombres civilizados en cuanto pueden serlo?
Por muchas causas, pues, y muy graves, están obligados estos bárbaros a recibir el imperio [imperium] de los españoles, [...] y a ellos ha de serles todavía más provechoso que a los españoles, [...] y si rehúsan nuestro imperio podrán ser compelidos por las armas a aceptarle, y será esta guerra, como antes hemos declarado con autoridad de grandes filósofos y teólogos, justa por ley natural.

La primera [razón de la justicia de esta guerra de conquista] es que siendo por naturaleza bárbaros, incultos e inhumanos, se niegan a admitir el imperio de los que son más prudentes, poderosos y perfectos que ellos; imperio que les traería grandísimas utilidades, magnas comodidades, siendo además cosa justa por derecho natural que la materia obedezca a la forma.
De la justa causa de la guerra contra los indios

## Obras

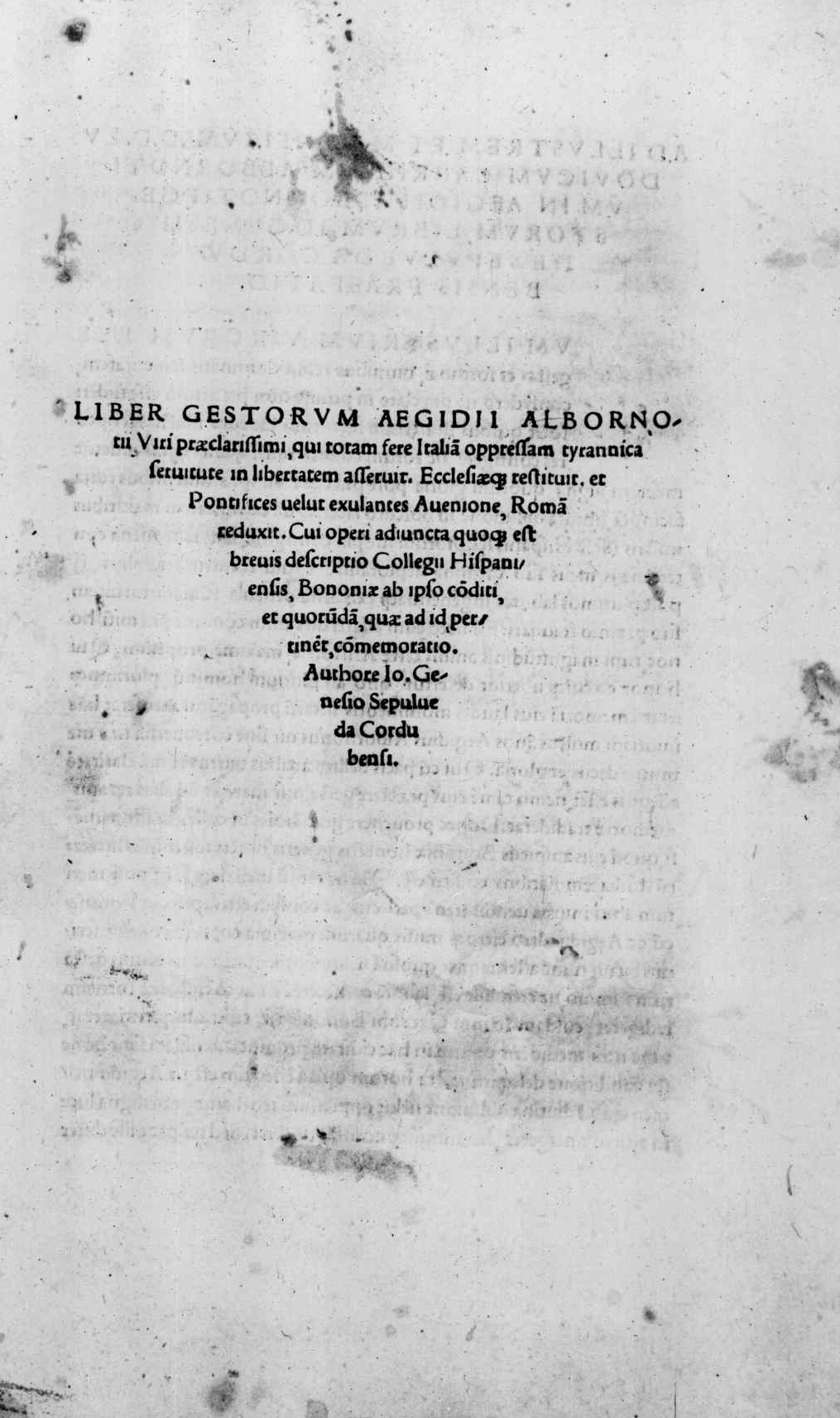
Liber gestorum Aegidii Albornotii, 1521

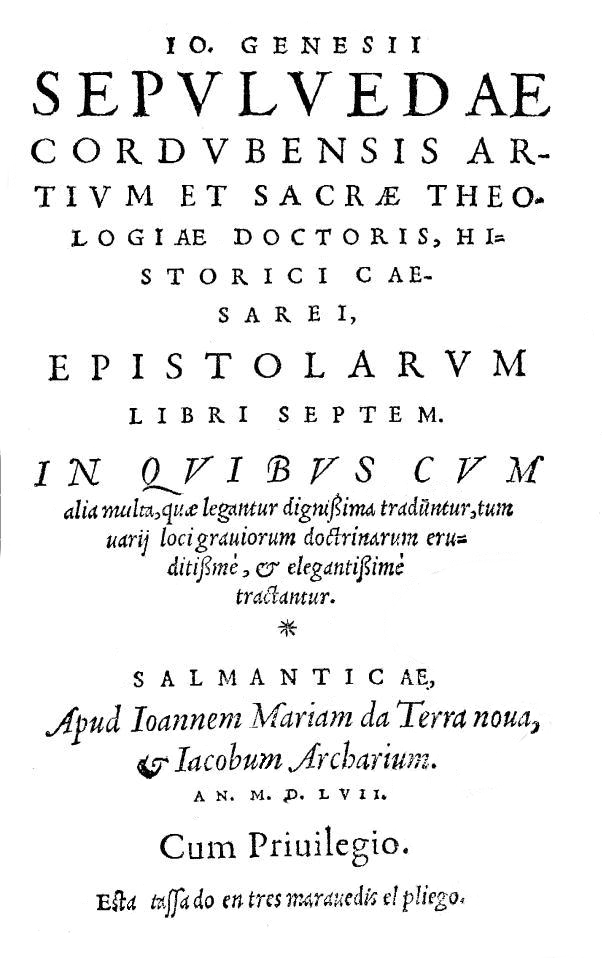
Portada del libro Epistolarum libri septem, publicado en 1557.

El Ayuntamiento de Pozoblanco ha editado sus Obras completas en quince tomos:
- volumen I, De rebus gestis Caroli V (libri I-V)
- volumen II, De rebus gestis Caroli V (libri VI-X)
- volumen III, Democrates II, Apología
- volumen IV, De rebus gestis Philippi II
- volumen V, De vita et rebus gestis Aegidii Albornotii
- volumen VI, De regno, De ritu nuptiarum, Gonsalus
- volumen VII, Antapolofia, De correctione, Cohortatio
- volumen VIII, Epistulae
- volumen IX, Epistulae
- volumen X, De rebus gestis Caroli V (libri XI-XV)
- volumen XI, De orbe Novo
- volumen XII, De rebus gestis Caroli V (libri XVI-XX)
- volumen XIII, Democrates I, De fato, Theophilus
- volumen XIV, De rebus gestis Caroli V (libri XXI-XXV)
- volumen XV, De rebus gestis Caroli V (libri XXVI-XXX)

La colección se cierra con un volumen XVI con la Biografía de Juan Ginés de Sepúlveda escrita por Santiago Muñoz Machado.
Sepúlveda hizo además un arreglo de la Historia de las Indias de Gonzalo Fernández de Oviedo, y se conserva un extenso Epistolario en siete libros que merecería traducción. En 1780, Cerdá y Rico reimprimió por orden de la Real Academia de la Historia sus obras completas.

### Biografía
- De vita et rebus gestis Aegidii Albornotii.

### Teología
- De fato et libero arbitrio, libri tres (Roma, 1527).

### Historia
- De rebus hispanorum gestis ad Novum Orbem Mexicumque.
- De rebus gestis Caroli V (1556).
- De rebus gestis Philippi II (1564).

### Polémicas
- Antapologia, Roma, 1532 (antiapología en defensa de su amigo Alberto Pío, conde de Carpi, contra Erasmo de Róterdam).

### Política
- Democrates, sive de justi belli causis (Roma, 1550), un diálogo en dos partes sobre las causas justas de la guerra donde se muestra partidario de que las civilizaciones superiores sometan a las inferiores; no obtuvo licencia de impresión merced a las presiones de su rival Bartolomé de las Casas, aunque sí logró publicar en Roma su Apologia pro libro de iustis belli causis.
- De regno et regis officio.
- De convenientia militaris disciplinae cum christiana religione.
- Gonsalus seu de appetenda gloria dialogus.

## Leyenda Negra
A Ginés de Sepúlveda se le habría desarrollado una narrativa historiográfica en el que generalmente es visto como una persona reprobable moralmente, así como ser recordado por ser un "reaccionario", Elitista y paladín de los intereses de los encomenderos para legitimar, ante la Corona española, la explotación de los pueblos indígenas americanos por la conquista española, frente a sus contrincantes como Bartolomé de las Casas o Francisco de Vitoria, más acordes con las sensibilidades contemporáneas. Siendo visto como si hubiera sido el némesis que defendiera todo lo opuesto a lo que condenaba Las Casas. Sin embargo, esto sería un grave error de análisis histórico en el que se ignora su producción académica muy amplia y variada, reduciéndose su persona a un mero planteamiento ideológico en el que encarnaría estereotipos de la Leyenda negra española debido a su postura en la Junta de Valladolid, distorsionada como si hubiera querido legitimar los excesos de los conquistadores, cuando más bien, su postura era que los españoles consolidaran un gobierno temporal sobre los indios (siendo gobernados y no esclavizados), no por denigrar la naturaleza del indígena, si no por concluir que estaban, frente a los españoles, en estados de civilización diferentes, por causa de una ausencia de desarrollo institucional y cultural con respecto a los españoles, lo que los hubiera vuelto siervos por naturaleza (pero sin implicaciones de esclavitud, en tanto que condenaba la avaricia, crueldad y opresión intolerable de quienes sean señores feudales de los indios), aunque considerando que podían cambiar de situación tras integrarse en la vida civil de la nación española y dejar de ser bárbaros, haciendo analogías con el trabajo hecho por el Imperio romano con sus pueblos conquistados para incorporar a los bárbaros al mundo civilizado.
Frente a ello, Sepúlveda con el tema de la conquista española, aunque lejos de las sensibilidades actuales, estaba inspirado por una línea de pensamiento coherente con su razonamiento expresado durante sus obras filosóficas, y no tanto por defender los intereses de los Encomenderos o de la Monarquía Hispánica. Siendo así una idea equivocada el que sea presentado como un mercenario intelectual al servicio de los grupos de poder. Por otra parte, la mayor parte de su posición estaba en la idea central del acto de conquista española como una acción legítima según el Derecho natural, en tanto que permitía la evangelización de los nativos, alejarlos de malas costumbres o las prácticas idólatras, y finalmente asegurar su salvación espiritual. El objetivo de la conquista, según Sepúlveda, no podía ser la esclavización de los indígenas para obligarles a servir a los conquistadores españoles (una costumbre habitual en el derecho de conquista medieval), sino que debía ser su sujeción a servidumbre para que estos pudieran asimilar los valores y principios religiosos de un pueblo superior, lo cual les daba legitimidad para tutelarles. Esta legitimidad de ser un "pueblo superior" no se fundamentaría basándose en la raza, la cultura o la religión, si no en la existencia de una gradación jerárquica sobre las cualidades de los pueblos humanos, en la que la sociedad española se encontraría en una posición de superioridad respecto a la sociedad indiana, descrita como muy primitiva en cuanto a sus conocimientos, hábitos y formas de organización social. Ante esa mirada con poco aprecio por la cultura de los nativos, y aunque se justificara la agresión militar sobre los pueblos indígenas independientes (bajo condición de Guerra justa), esto no legitimaba prácticas de explotación ni feroces abusos contra la población sometida (el indio).
La aparente defensa de la esclavitud habría sido producto de un malentendido causado por interpretaciones mal atinadas y simplistas, en gran medida consolidadas por Marcelino Menéndez Pelayo, sobre todo su mala traducción del sintagma apud Indos como “contra los indios” en la obra de Sepulveda llamada Democrates alter, sive de iustis belli causis apud Indos. Entre las causas de la confusión estaría la comprensión del concepto de natura servus, una terminología usada por Aristóteles para defender la "esclavitud natural", pero que Sepúlveda le habría dado una re-interpretación (en su acepción original de latín, significaría esclavo, pero en este aristotelismo "sepulvedizado" significaría vasallo o siervo). Además, sería importante distinguir uso de las terminologías imperium (poder de mando absoluto por los magistrados sobre las personas con el fin de solucionar temporalmente ciertos conflictos) y dominium (poder de sometimiento a la esclavitud para tratar personas como meros objetos del patrimonio de otra persona), por el que Sepúlveda concluía que los indios debían ser gobernados según un fuerte poder político para su administración y organización (imperium), pero no para su dominación (dominium), en tanto que el rey no podría gobernar como si fuera dueño o propietario de los indios, sino como su rey y soberano de personas libres, por lo que sería una "esclavitud" civil y jurídica. Así, los indios o bárbaros no podían ser vueltos esclavos, solo ser integrados al imperio bajo el control de la legislación cristiana, bajo la condición de que fuese impuesto bajo un iustum imperium, volviéndose iustum (justo) en la medida en que se establezca para establecer la seguridad del súbdito; siendo acorde a las nociones dominantes de Vasallaje en el contexto histórico.

"Es legítimo afirmar que la postura de Sepúlveda tendía a defender el sometimiento político de los indios americanos, no su esclavitud aún menos con una justificación de orden naturalista, de manera que, a partir de este trabajo, resta cuestionarse a qué se debió la condena tan severa de la obra de Sepúlveda: a un malentendido causado por una lectura equivocada y una interpretación inexacta de la terminología, o bien a una censura de tipo político y “académico”, quizá por iniciativa de Bartolomé de las Casas, su eterno adversario. En cualquier caso, como aquí se ha demostrado ampliamente, en el discurso de Sepúlveda no hay lugar para la esclavitud natural, sino para la subordinación estrictamente política de los indígenas ante su rey."
Genaro Valencia Constantino